# Ken Terauchi
Ken Terauchi (Takarazuka, 7 agosto 1980) è un tuffatore giapponese. Ha rappresentato il Giappone a cinque edizioni consecutive dei Giochi olimpici estivi da Atlanta 1996 a Rio de Janeiro 2016. Qualificandosi all'Olimpiade di Tokyo 2021 è divenuto il primo tuffatore a qualificarsi a sei edizioni dei Giochi.

## Biografia
Ai Giochi asiatici di Doha 2006 ha vinto la medaglia di bronzo nel trampolino da 1 metro e nel trampolino 3 metri.
Ha vinto la medaglia di bronzo ai Mondiali di nuoto di Fukuoka 2001.
Ha rappresentato la nazionale giapponese ai Giochi olimpici di Rio de Janeiro 2016 nel concorso dei tuffi dal trampolino 3 metri.
Nel mese di agosto 2020 è risultato positivo al COVID-19.

## Palmarès
- Mondiali

Fukuoka 2001: bronzo nel trampolino 3 m.
- Giochi asiatici

Doha 2006: bronzo nel trampolino 1 m e nel trampolino 3 m.
Giacarta 2018: bronzo nel sincro 3 m.